# Sofia Dionisio
Sofia Dionisio, nota anche con lo pseudonimo di Flavia Fabiani (Roma, 27 gennaio 1953), è un'attrice italiana.

## Biografia
Miss Teenager nel 1970. Ha interpretato nel corso degli anni settanta numerosi film di genere erotico e commedia all'italiana. Sorella dell'attrice Silvia Dionisio e figlia di Anna Maria Dionisio, anche lei attrice in Mi vedrai tornare, ha usato in diverse pellicole lo pseudonimo di Flavia Fabiani.

## Filmografia
- Un amico, regia di Ernesto Guida (1967)
- Lisa dagli occhi blu, regia di Bruno Corbucci (1969)
- Infanzia, vocazione e prime esperienze di Giacomo Casanova, veneziano, regia di Luigi Comencini (1969)
- Mio caro assassino, regia di Tonino Valerii (1972)
- All'ultimo minuto – serie TV, episodio 2x04 (1972)
- Amore mio spogliati... che poi ti spiego!, regia di Fabio Pittorru e Renzo Ragazzi (1975)
- La collegiale, regia di Gianni Martucci (1975)
- Di che segno sei?, regia di Sergio Corbucci (1975)
- La clinica dell'amore, regia di Renato Cadueri (1976)
- Voto di castità, regia di Joe D'Amato (1976)
- Uomini si nasce poliziotti si muore, regia di Ruggero Deodato (1976)
- Calde labbra, regia di Demofilo Fidani (1976)
- I prosseneti, regia di Brunello Rondi (1976)
- Nove ospiti per un delitto, regia di Ferdinando Baldi (1977)
- Porca società, regia di Luigi Russo (1978)
- Un'ombra nell'ombra, regia di Pier Carpi (1979)
- La sconosciuta, regia di Daniele D'Anza – miniserie TV (1982)